# Тёмное зеркало (фильм, 2018)
«Тёмное зеркало» (англ. Look Away; дословно — «Отвернись») — канадский психологический триллер израильского режиссёра Асафа Бернштейна. В США фильм вышел 12 октября 2018 года в ограниченном прокате. В России премьера картины состоялась 10 января 2019.

## Сюжет
17-летняя Мария Бреннан — робкая старшеклассница, которую избегают сверстники и над которой издевается ее одноклассник Марк. Единственная подруга Марии — неприятная Лили; она также втайне влюблена в парня Лили — Шона. Дома Мария подавляет свои эмоции в присутствии родителей: её далекий отец Дэн — распутный пластический хирург и одержимый перфекционист, а её мать Эми страдает от депрессии и ночных кошмаров.
Мария случайно обнаруживает сонограмму близнецов. В ванной её отражение начинает двигаться само по себе, приводя Марию в ужас. На следующее утро она пытается обсудить это со своими родителями, однако они отмахиваются от неё. После того, как ей приснилось её собственное рождение, отражение Марии начинает разговаривать с ней, называя себя Яирам и говоря Марии, что она может унять свою печаль. Яирам харизматична, напориста и уверена в себе. Мария спрашивает, кто она такая, и Яирам просто говорит, что она всегда была здесь.
Отец предлагает сделать ей подарок на день рождения пораньше; когда она приходит к нему в офис на следующий день, чтобы получить свой подарок, он говорит ей, что собирается сделать косметическую операцию, чтобы исправить её "недостатки". Подавленная, она начинает находить утешение в присутствии Яирам и поддержку в противостоянии своим внутренним чувствам. Мать чувствует, что с Марией что-то не так, но отец постоянно останавливает попытки вмешаться в состояние дочери.
Лили берет Марию на урок фигурного катания для предстоящего зимнего выпускного бала на льду, но после того, как Мария поскользнулась и не смогла подняться на ноги, Лили просто насмехается над ней, а затем бросает её на льду. Наконец, Марк унижает Марию и подвергает физическому насилию на выпускном вечере. Опустошенная этими событиями, Мария идет в ванную, чтобы найти Яирам. Их ладони и губы соприкасаются, позволяя им поменяться местами. Матери Марии снится кошмар о родах.
В школе Яирам заметно более уверена в себе, чем Мария, и даже противостоит Марку. Она устраивает так, чтобы мать столкнулась с любовницей отца, чтобы заставить её признать интрижки Дэна и их поверхностный брак. Мария, застрявшая в зеркале, потрясена поведением Яирам, но Яирам настаивает, что она всего лишь честна, и говорит Марии, что все они должны ответить за свои грехи.
Яирам заманивает Марка в душ и ломает ему колено. После тайных занятий фигурным катанием в одиночку Яирам идёт на ещё один урок с Лили, которую пугает поведение подруги. Когда Яирам преследует Лили по льду, Лили падает и смертельно разбивает себе череп. В тот вечер в ванной Мария отчаянно умоляет переключиться, но Яирам повторяет, что Мария хотела, чтобы Лили исчезла из их жизни. Мария снова спрашивает, кто она, но Яирам только отвечает: «Ты меня знаешь». Затем Яирам соблазняет Шона, и у них начинаются интенсивные отношения. Яирам начинает вести более разгульную жизнь, курит марихуану, прогуливает школу и употребляет алкоголь.
Когда они вместе находятся в мотеле, Шону звонят и сообщают, что полиция хочет поговорить с ним и Марией. Яирам отказывается идти, и Шон становится подозрительным. Он поднимает куртку, чтобы уйти, и в момент порыва и страха Яирам бьёт его по голове бутылкой водки, убивая его. Глубоко расстроенная, она садится напротив зеркала в ванной и вместе с Марией плачет.
У матери Марии есть мечта о втором ребёнке. Выясняется, что изначально у Марии была сестра-близнец, которую Дэн убил после рождения из-за её предполагаемых физических уродств, вопреки мольбам Эми. Яирам покидает мотель и в нерабочее время сталкивается с Дэном в клинике, притворяясь сильно пьяной. Она раздевается догола и требует знать, будет ли он по-прежнему любить её, если она будет уродливой. Явно обеспокоенный вопросом, Дэн наконец отвечает «Да», и она перерезает ему горло скальпелем. Когда он умирает, она плачет и спрашивает: «Почему ты не мог меня полюбить?»
Яирам теперь больше не видит Марию, когда она смотрит в зеркало. Напуганная и одинокая Яирам возвращается домой и заползает на кровать рядом с матерью. Серия зеркальных серийных снимков изображает Марию и Яирам на кровати вместе с матерью; подразумевая, что Мария и Яирам слились в одно целое.

## В ролях
| Актёр               | Роль                |
| ------------------- | ------------------- |
| Индиа Айсли         | Мария / Яирам       |
| Мира Сорвино        | Эми                 |
| Джейсон Айзекс      | Дэн                 |
| Пенелопа Митчелл    | Лили                |
| Харрисон Гилбертсон | Шон                 |
| Кристен Харрис      | Наоми               |
| Адам Хертиг         | учитель английского |
| Джон С. МакДональд  | Марк                |
| Эрни Питтс          | Габриель            |

## Критика
На агрегаторе рецензий Rotten Tomatoes рейтинг одобрения составляет 17 %, а средняя оценка составила 4,5 из 10. 
Ноэль Мюррей из Los Angeles Times сказал: «Темп был слишком медленным, а настроение слишком мрачным».